# Submarino Tipo X

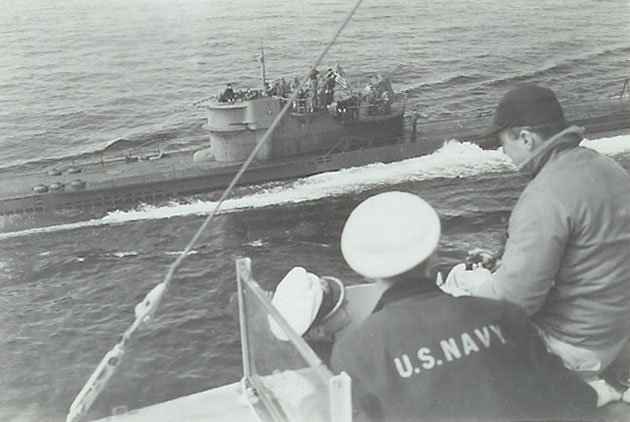
U-234 se rende ao USS Sutton, 1945

Os U-boats Tipo X (XB) eram um tipo especial de submarino alemão. Embora originalmente concebidos e projetados como camadas de minas oceânicas de longo alcance, eles foram usados como transporte de carga de longo alcance; uma tarefa que eles compartilharam com os U-boats Tipo IXD e Tipo XIV, vários tipos japoneses e a classe italiana Romolo. Foram os maiores U-boats utilizados pela Kriegsmarine durante a Segunda Guerra Mundial, dos quais foram construídas apenas um total de oito unidades deste tipo de submarino, que era complexo e caro.

## Lista de Submarinos
- U-116
- U-117
- U-118
- U-119
- U-219
- U-220
- U-233

## Histórico de Serviço
Seis dos oito barcos construídos foram afundados durante a guerra (quatro com todos os tripulantes), mas dois sobreviveram à Segunda Guerra Mundial. Um sobrevivente foi o U-234, que se rendeu aos navios da Marinha dos EUA em 14 de maio de 1945, enquanto estava a caminho do Japão com uma carga que incluía 560 kg de óxido de urânio, dois caças a jato Me 262 e 10 motores a jato.
O outro tipo de XB que sobreviveu foi o U-219, que chegou a Batávia (atual Jacarta) em dezembro de 1944 com uma carga que incluía foguetes V-2 desmontados para o Japão. Após a rendição da Alemanha, o U-219 foi apreendido pelos japoneses em Batávia em 8 de maio de 1945 e em 15 de julho de 1945 foi colocado em serviço na Marinha Imperial Japonesa como I-505.